# Aharon Yariv
Aharon "Aharale" Yariv (20 de diciembre de 1920 - 7 de mayo de 1994) fue un miembro del Knesset y también comandante general en las Fuerzas de Defensa de Israel (FDI). 
Nacido en Moscú, URSS, Yariv comenzó sus servicios militares en la Haganá y más adelante en el ejército británico. Posteriormente se alistó en las Fuerzas de Defensa de Israel, primero como oficial de campo, y más adelante como agregado militar israelí en Washington. Entre los años 1964 a 1972, Yariv era la cabeza de Aman de la Inteligencia Militar Israelí. Después de la Masacre de Múnich en 1972, sirvió como consejero del primer ministro Golda Meir en Contraterrorismo, donde dirigió la Operación Cólera de Dios. Después de dejar el ejército, se unió al Partido Laborista Israelí. En el gobierno, fue designado como Ministro de Transporte y posteriormente Ministro de Información, del que se retiró en 1975. Fue elogiado efusivamente por el primer ministro Yitzhak Rabin, a la hora de su muerte, en 1994. 